# DDR-Meisterschaft im Straßenrennen 1970
Die DDR-Meisterschaft im Straßenrennen 1970 fand am 10. Juli in Gersdorf (Landkreis Zwickau) statt und wurde als Eintagesrennen ausgetragen. Es war das 22. Meisterschaftsrennen in der DDR.

## Strecke
Das Rennen führte über einen Rundkurs von 13,8 Kilometern, der aus 13 Runden bestand.
Diese Strecke war 179,4 Kilometer lang und durch ein ständig wechselndes Profil sehr anspruchsvoll. Hitze und ein bergreicher Kurs kennzeichneten das Rennen.

## Rennverlauf
Kurz vor dem Start wurde Klaus Ampler von seiner aktiven Laufbahn offiziell verabschiedet und für seine erfolgreiche sportliche Laufbahn mit der Goldenen Ehrennadel des Deutschen Radsportverbandes der DDR geehrt.
83 Radrennfahrer der DDR-Leistungsklasse sowie die besten Fahrer aus den Betriebssportgemeinschaften (BSG) waren am Start, darunter die Fahrer der DDR-Nationalmannschaft.
Bereits nach 50 Kilometern bildete sich am Gänseberg eine erste Spitzengruppe mit acht Fahrern. Darunter waren die BSG-Fahrer Manfred Kummich und Joachim Mattner. In der 5. Runde kam das Feld heran und neun Fahrer setzten sich ab. Dabei waren sieben Nationalfahrer. Diese Attacke brachte die Vorentscheidung des Rennens. Lediglich Lothar Appler konnte noch nach langer Verfolgung als Solist an die Spitzengruppe heranfahren. Bis ins Ziel fuhren die Spitzenreiter sieben Minuten Vorsprung heraus. Kurz vor dem Ziel zog Karl-Heinz Miersch den Sprint für Axel Peschel an und dieser gewann den Zielsprint mit einer Radlänge.
|     | Fahrer             | Verein/Ort           | Zeit (h)       |
| --- | ------------------ | -------------------- | -------------- |
| 01. | Axel Peschel       | SC Dynamo Berlin     | 5:04:12        |
| 02. | Bernd Knispel      | SC DHfK Leipzig      | gleiche Zeit   |
| 03. | Manfred Dähne      | SC DHfK Leipzig      | gleiche Zeit   |
| 04. | Dieter Gonschorek  | ASK Vorwärts Leipzig | gleiche Zeit   |
| 05. | Karl-Heinz Miersch | SC Dynamo Berlin     | gleiche Zeit   |
| 06. | Lothar Appler      | BSG Post Berlin      | + 0:25 Minuten |
| 0 … |                    |                      |                |

## Weblink
- DDR-Meisterschaft im Straßenradsport in der Datenbank von Radsportseiten.com